# Чёрное зеркало (телесериал)
«Чёрное зе́ркало» (англ. Black Mirror) — британский научно-фантастический телесериал-антология, созданный Чарли Брукером. Лейтмотив сериала — влияние информационных технологий на человеческие взаимоотношения. Каждая серия не связана с предыдущими ни сюжетом, ни актёрами, ни временем и ни местом повествования. По словам Брукера, все сюжеты объединяет лишь сатира на тот образ жизни, который распространён в современном обществе.
Чарли Брукер объясняет, что название «Чёрное зеркало» является отсылкой к чёрным дисплеям электронных гаджетов, которые есть в каждом доме. «Если технологии — это наркотики, а они действительно похожи на наркотики, то каковы будут побочные эффекты? Пограничная область между наслаждением и дискомфортом и есть место действия моего драматического сериала „Чёрное зеркало“. Вы найдёте чёрное зеркало на каждой стене, на каждом столе, в каждой ладони: холодный и блестящий экран телевизора, монитора, смартфона».
Первые два сезона «Чёрного зеркала» были показаны на британском телеканале Channel 4 в декабре 2011 года и в феврале 2013 года соответственно. 16 декабря 2014 года вышла специальная рождественская серия. В сентябре 2015 года права на телешоу приобрел американский стриминговый сервис Netflix, который заказал 12 эпизодов, впоследствии разделённых на третий и четвёртый сезоны, по 6 серий в каждом. Третий сезон был выпущен 21 октября 2016 года, четвёртый — 29 декабря 2017 года. 28 декабря 2018 года на Netflix вышел полнометражный интерактивный фильм «Чёрное зеркало: Брандашмыг». Премьера пятого сезона «Чёрного зеркала», насчитывающего три эпизода, состоялась 5 июня 2019 года.
15 июня 2023 года состоялась премьера шестого сезона, а 10 апреля 2025 года — седьмого сезона.

## Серии
| Сезон               | Серии               | Серии               | Даты показа     | Даты показа     | Даты показа |
| Сезон               | Серии               | Серии               | Первая серия    | Последняя серия | Канал       |
| ------------------- | ------------------- | ------------------- | --------------- | --------------- | ----------- |
| 1                   | 3                   | 3                   | 4 декабря 2011  | 18 декабря 2011 | Channel 4   |
| 2                   | 3                   | 3                   | 11 февраля 2013 | 25 февраля 2013 | Channel 4   |
| Спецвыпуск          | Спецвыпуск          | Спецвыпуск          | 16 декабря 2014 | 16 декабря 2014 | Channel 4   |
| 3                   | 6                   | 6                   | 21 октября 2016 | 21 октября 2016 | Netflix     |
| 4                   | 6                   | 6                   | 29 декабря 2017 | 29 декабря 2017 | Netflix     |
| Интерактивный фильм | Интерактивный фильм | Интерактивный фильм | 28 декабря 2018 | 28 декабря 2018 | Netflix     |
| 5                   | 3                   | 3                   | 5 июня 2019     | 5 июня 2019     | Netflix     |
| 6                   | 5                   | 5                   | 15 июня 2023    | 15 июня 2023    | Netflix     |
| 7                   | 6                   | 6                   | 10 апреля 2025  | 10 апреля 2025  | Netflix     |

## Производство

### 1 и 2 сезоны
Первые два сезона были выпущены продюсерской фирмой Чарли Брукера Zeppotron по заказу компании Endemol. В пресс-релизе Endemol назвал «Чёрное зеркало» «гибридом „Сумеречной зоны“ и „Непридуманных историй“», который эксплуатирует тему нашего постоянного беспокойства по поводу современного мира и охватившей его техно-паранойи. Телеканал Channel 4, на котором шла трансляция сериала, охарактеризовал первый эпизод, «Национальный гимн», как «лихо закрученную притчу в эпоху Twitter». Первый сезон «Чёрного зеркала» транслировался на телеканале Channel 4 с 4 по 18 декабря 2011 года, второй — с 11 по 25 февраля 2013 года.

### Сезон 3
В сентябре 2015 года американский стриминговый сервис Netflix заказал 12 новых эпизодов «Чёрного зеркала», которые планировалось разбить на два сезона. В марте 2016 года Netflix купил права на трансляцию сериала за 40 млн долларов. Названия шести серий третьего сезона были объявлены в июле 2016 года.

### Сезон 4
- В мае 2017 на Reddit неофициально объявили названия всех шести эпизодов четвёртого сезона и имена режиссёров[11].
- Первый трейлер четвёртого сезона был обнародован 25 августа 2017 года, в нём содержались все шесть названий[12][13].
- Начиная с 24 ноября 2017, Netflix обнародовал серию постеров и трейлеров к четвёртому сезону сериала, эту акцию назвали «13 дней „Чёрного зеркала“»[14].
- 6 декабря Netflix обнародовал трейлер, в котором содержались кадры из всех эпизодов четвёртого сезона и анонс того, что сезон выйдет 29 декабря[15].

### «Бандерснэтч»
Первый полнометражный фильм, являющийся составной частью антологии «Чёрное зеркало», получил название «Чёрное зеркало: Бандерснэтч» и стал доступен на Netflix 28 декабря 2018 года. Картина рассказывает о молодом программисте Стефане Батлере (Финн Уайтхед), который в 1984 году адаптирует фэнтезийный роман в видеоигру и сталкивается с постоянной необходимостью выбора. «Бандерснэтч» — интерактивный фильм, при просмотре которого зрителю время от времени предлагается принять одно из двух решений за основного персонажа, что оказывает влияние на дальнейшее развитие серии. В остальных ролях снялись Уилл Поултер, Крэйг Паркинсон, Элис Лоу и Азим Чоудхри.

### Сезон 5
- В марте 2018 года канал Netflix заявил о продлении сериала на пятый сезон.
- В апреле 2019 года Чарли Брукер заявил о том, что пятому сезону «Чёрного зеркала» «быть уже в этом году».
- 15 мая 2019 года вышел первый трейлер пятого сезона. Релиз сезона состоялся 5 июня 2019 года.

### Сезон 6
Официально Netflix не закрыли сериал, но заморозили его производство из-за споров с правообладателями Endemol Shine Group. В июле 2020 года Endemol Shine Group была поглощена их новыми владельцами Banijay Group. И всё так же не было достигнуто решения касательно авторских прав.
26 апреля 2023 года вышел первый трейлер шестого сезона. Релиз сезона состоялся 15 июня 2023 года.

### Сезон 7
Седьмой сезон был анонсирован в ноябре 2023 года. Премьера состоялась 10 апреля 2025 года. Сезон состоит из шести эпизодов, одним из которых является сиквел эпизода «USS Каллистер».

## Критика
Первый сезон получил положительные отзывы критиков за инновационность и неожиданные развязки в стиле сериала «Сумеречная зона». Обозреватель Майкл Хоган из издания The Daily Telegraph описал первый эпизод «Национальный гимн» как «неслыханное, но напористое исследование современных медиа через чёрный юмор». Он также сказал, что «это безумно блестящая идея. Сатира настолько дерзкая, что заставила меня сидеть с открытым ртом и визжать. Почти как и несчастная свинья».
Начало второго сезона получило признание критиков. Люк Оуэн из Flickering Myth сказал о эпизоде «Я скоро вернусь», что «это невероятно красиво сделанный телесериал. Медленное повествование и мрачная атмосфера создают захватывающий опыт, а игра Этвелл просто великолепна». Девид Симс из The A.V. club поставил эпизоду «Белый медведь» более низкую оценку, чем другим эпизодам, но оценил поворот сюжета.
К третьему сезону отнеслись положительно. Эмили Сент-Джеймс из Vox оценила его на 4 звезды, сказав, что «сериал почти никогда не бывает скучным», третий сезон, как и предыдущий, в равной степени был «блестящим, … довольно хорошим и … довольно глупым», восхваляя «Сан-Джуниперо», но возразив, что другие эпизоды должны были бы быть более короткие и тема социальных сетей должна быть «ограничена». Ричард Лоусон из Vanity Fair оценил эпизоды как «все по-своему увлекательные», но подумал, что «Люди против огня» имеют самую слабую предпосылку и качество производства.
Постановка и игра актёров в четвёртом сезоне получили высокую оценку. Брэд Ньюсом из Sydney Morning Herald похвалил кастинг сериала и выделил в эпизоде «USS Каллистер» хорошую постановку и игру актёров. Соня Сарайя из Variety отметила, что четыре из шести эпизодов исследуют человеческое сознание внутри технологий. Она рассматривала «Черный музей» как демонстрацию недостатков сериала с его технологиями искусственного сознания, использованием насилия и сюжетными линиями, требующими от персонажей «быть глупыми и/или злыми». Однако Сарайя сказала, что постановка и игра актёров были «красивыми», и похвалил «USS Каллистер» и «Металлист» за расхождение с «типичным строгим футуризмом »Чёрного зеркала".
Пятый сезон получил неоднозначные отзывы. Хью Монтгомери из BBC сказал, что сериал состоит из «одного хорошего эпизода и двух от средне-плохих». Монтгомери назвал «Бросок гадюки» «одним из лучших и самых проникновенных» эпизодов. Кэтрин ВанАрендонк из Vulture сказала, что «пятый сезон — это беспорядок, и ничто в нём не говорит о том, что »Черное зеркало« сохраняет свое первоначальное, нервирующее понимание постоянно стирающихся границ между цифровым и человеческим».
Шестой сезон вызвал положительные отзывы. Кейли Дрей из The A.V. Club написала: «Откровенно говоря, это такой сериал, который требует, чтобы вы отложили свой телефон и обратили внимание. И, после противоречивого пятого сезона шоу (который побудил многих обвинить его в том, что он злоупотребляет гостеприимством), мы искренне рады видеть, что оно вернулось в форму».
Критики «Черного зеркала» часто считают сериал клишированным. Норман Уилнер из Now прокомментировал, что первые три серии являются «жестко шаблонными» в представлении наихудшего сценария и «сардонического поворота» в каждом эпизоде, за исключением «Сан-Джуниперо». Критики Vulture классифицировали шоу как неудачное, и со временем оно ухудшалось. ЛаТойя Фергюсон написала в Paste, что в более поздних сериалах наблюдался «творческий упадок» и растущая американизация, с их более длинными эпизодами, высококлассными актёрами и более «отточенным» стилем, не компенсирующим снижение качества.

## Награды и номинации
- 2011 — номинация на телепремию BAFTA за лучшую работу художника-постановщика.
- 2012 — номинация на телепремию BAFTA за лучшую работу художника-постановщика (серия «15 Million Merits»).
- 2014 — номинация на телепремию BAFTA за лучшую одиночную драму (серия «Be Right Back»).
- 2017 — две Праймтаймовые премии «Эмми» за лучший телефильм (серия «San Junipero») и за лучший сценарий мини-сериала или телефильма (Чарли Брукер, серия «San Junipero»), а также за лучшую операторскую работу для мини-сериала или телефильма (Шеймус Макгарви, серия «Nosedive»).
- 2017 — телепремия BAFTA за лучший грим и причёски, а также три номинации: лучшие костюмы, лучшая операторская работа и освещение, лучшие спецэффекты.
- 2017 — номинация на премию Гильдии киноактёров США за лучшую женскую роль в телефильме или мини-сериале (Брайс Даллас Ховард).
- 2017 — номинация на премию «Хьюго» за лучшее драматическое представление — короткая форма (серия «San Junipero»).
- 2018 — 4 Праймтаймовые премии «Эмми»: лучший телефильм (серия «USS Callister»), лучший сценарий мини-сериала или телефильма (Уильям Бриджес и Чарли Брукер, серия «USS Callister»), лучший монтаж для мини-сериала или телефильма, лучший монтаж звука для мини-сериала или телефильма. Кроме того, сериал получил 4 номинации: лучший актёр в мини-сериале или телефильме (Джесси Племонс, серия «USS Callister»), лучшая актриса второго плана в мини-сериале или телефильме (Летиша Райт, серия «Black Museum»), лучшая операторская работа для мини-сериала или телефильма (Стефан Перссон, серия «USS Callister»), лучшая музыка для мини-сериала или телефильма (Дэниел Пембертон, серия «USS Callister»).
- 2018 — три номинации на телепремию BAFTA: лучшая отдельная драма (серия «Hang the DJ»), лучший актёр (Джо Коул, серия «Hang the DJ»), лучший актёр второго плана (Джимми Симпсон, серия «USS Callister»).
- 2018 — две номинации на премию «Сатурн» за лучший сериал для новых медиа и за лучшую приглашённую роль в телесериале (Джесси Племонс).
- 2018 — номинация на премию «Хьюго» за лучшее драматическое представление — короткая форма (серия «USS Callister»).
- 2019 — номинация на премию «Сатурн» за лучший стриминговый фантастический сериал.
- 2020 — номинация на Праймтаймовую премию «Эмми» лучшему приглашённому актёру в драматическом сериале (Эндрю Скотт, серия «Smithereens»).